# مقبض ناقل الحركة

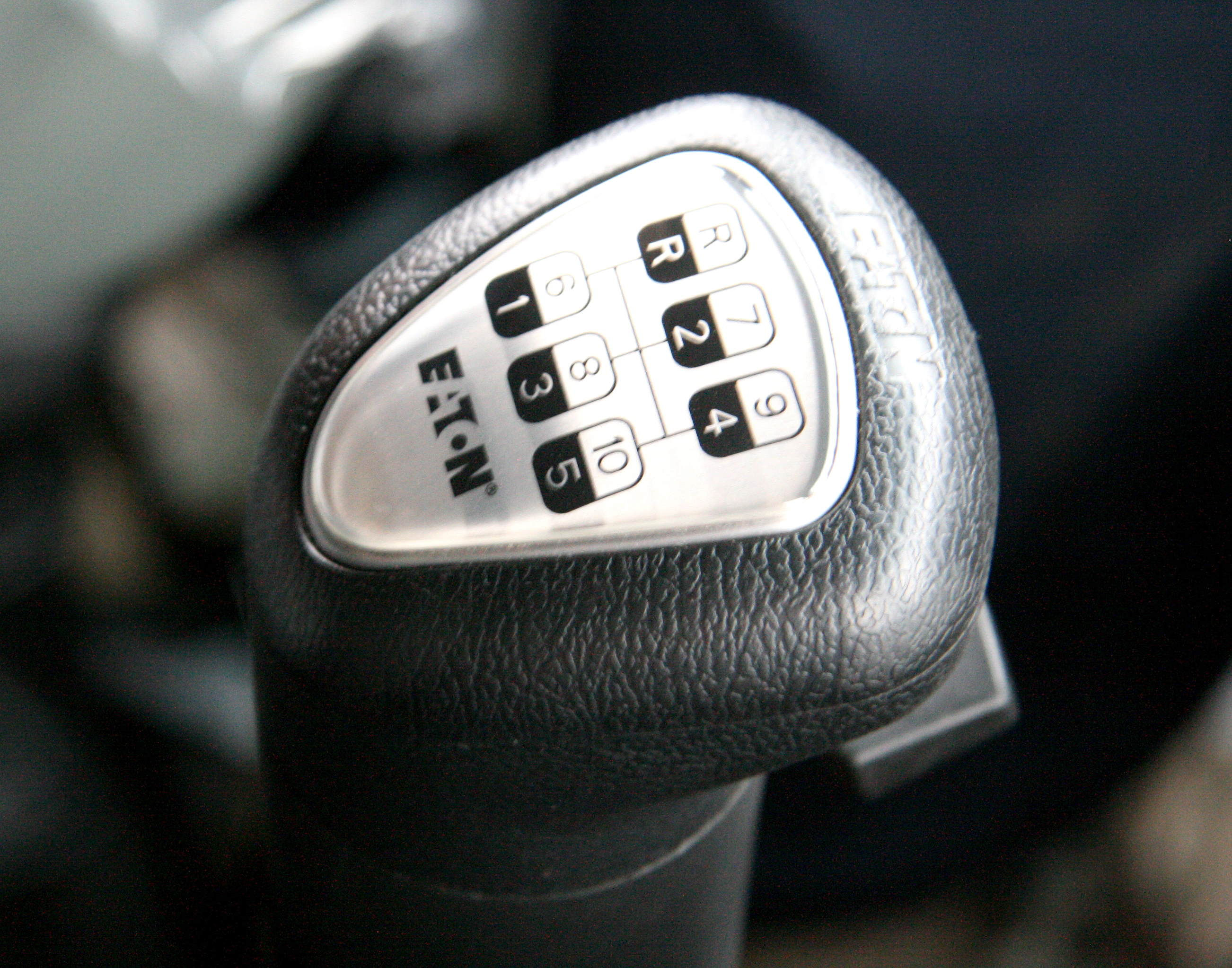

المغير ذو الخمس سرعات الأكثر شيوعاً

مقبض ناقل الحركة أو ذراع التروس أو ذراع المسننات (بالإنجليزية: Gear stick)‏ هو مقبض معدني موصول بقطعة التحريك في السيارات المجهزة بعلبة سرعات وتستخدم لتغيير التروس. في السيارات المجهزة بناقل حركة أوتوماتيكي، يوجد جهاز مماثل يسمى مبدل التروس. مقبض ناقل الحركة يستعمل عادةً لتغيير الترس عندما يتم الضغط على دواسة الكلتش وذلك لفصل المحرك عن نظام الدفع والعجلات. في أنظمة ناقل الحركة الأوتوماتيكي وشبة الأوتوماتيكية وذات التعشيق المستمر لا تتطلب دواسة الكلتش.

## الأماكن
يوجد مقبض ناقل الحركة عادةً بين المقاعد الأمامية للمركبة أو في وحدة التحكم الوسطى وفي بعض الأحيان في لوحة القيادة. في بعض المركبات يوجد بها ناقل حركة عمودي، حيث انه مثبت في صف المقود، هذا الترتيب كان أشبة بممارسة معيارية في السيارات الأمريكية منذ العام 1939 حتى الآن نسبياً. وقد اضافت فائدة لتسمح بتواجد مقاعد من النوع العرضي (مقاعد غير مفصولة تغطي السيارة عرضياً). ولكن هذا النوع أصبح غير محبذاً من الناس ولكنه يتواجد في سوق سيارات أمريكا الشمالية في شاحنات البيك أب، الباصات، مركبات الطوارئ (مركبات تطبيق القانون ومركبات الخدمات الطبية الطارئة) - المقبض العمودي متحفظ في مكانه، بينما المقبض الأرضي غير عملي، بسبب تركيب محطة بيانات متنقلة أو أجهزة الراديو.
في بعض السيارات الرياضية الحديثة مقبض ناقل الحركة مستبدل كلياً بمجاديف وهي عبارة عن زوجين اثنين من المقابض، عادةً تعمل كهربائياً (حيث انها ليست وصلة ميكانيكية لصندوق التروس)، مثبته على كلا طرفي عمود المقود، حيث أن الأول يعمل على زيادة التروس والأخر على تنقيصها.